# Out of This World (série de televisão)
Out of This World ou A extraterrestre (como ficou conhecida no Brasil) foi uma série de televisão estadunidense, do gênero sitcom, feita no final da década de 1980, dirigida por Scott Baio e Bob Claver. A série fez muito sucesso nos Estados Unidos e foi exibida no Brasil pelo SBT.

## História
A série conta a história da adolescente Evie Garland, que possui um segredo: ela é metade humana, metade alienígena.
Quando Evie descobre a verdade sobre suas origens, contadas por sua mãe, seu pai não pode ajudá-la, orientá-la, pois ele se encontra a milhões de anos-luz do nosso planeta. No entanto, sempre que ela quisesse conversar com ele, Evie poderia usar uma espécie de cubo mágico.
Como habilidade paranormais, Evie tem a capacidade de parar o tempo. Ela só necessita unir os dois dedos indicadores. Para voltar ao normal, é preciso apenas uma batida de palmas. Ninguém percebe, depois, o que aconteceu.

## Elenco principal
- Maureen Flannigan - Evie Garland
- Donna Pescow - Donna Garland
- Joe Alaskey - Beano Froelich
- Doug McClure - Kyle X. Applegate
- Buzz Belmondo - Buzz
- Christina Nigra - Lindsay Selkirk
- Burt Reynolds - Voz de Troy

## Guia de Episódios
| Primeira Temporada 1. Evie's Thirteenth Birthday 2. Playing With the Power 3. The Nightmare 4. Till Then 5. Evie, Get Your Basketball 6. Every Beano Has His Day 7. Evie and the Young Astronauts 8. Fifties Mom 9. Dueling Mayors 10. Baby Talk 11. Beano's New Diet Clinic 12. Uh, Oh… Here Comes Mother 13. The Anniversary 14. To Tell the Truth 15. Pen Pals 16. Broadway Danny Derek 17. Mosquito Man: the Motion Picture 18. The Russians Are Coming 19. AKA: Dad 20. The Illness 21. The Box Is Missing 22. Boy Crazy 23. The Three Faces of Evie 24. I've Got a Secret | Segunda Temporada 25. Evie's Birthday Wish 26. Blast From the Past 27. Career Crunch 28. Should Old Acquaintance Be Forgot? 29. Evie's First Kiss 30. Princess Evie 31. Old Flame 32. Guess Who's Coming to Earth 33. Go West, Young Mayor 34. Close Encounters of the Nerd Kind 35. The Incredible Hunk 36. Pupil's Court 37. Evie's Two Dads 38. The Secret of Evie's Success 39. Honest Evie 40. Evie Goes to Hollywood 41. Two Many Evies 42. Futile Attraction 43. Beano the Kid 44. Queens for a Day 45. The Amazing Evie 46. Whose House Is It, Anyway? 47. Frisky Business 48. Star Dog |

| Terceira Temporada 49. Evie's Sweet Sixteen 50. Cinderella Evie 51. Bring Me the Head of Donna Garland 52. A Froggy Day In Marlowe Town 53. Eviegeist 54. Evie's Driver's License 55. Evie Goes for the Gold 56. Hair Today, Gone Tomorrow 57. Around the World in 80 Minutes 58. It's A Cruel World 59. Evie / Stevie 60. The Rocks That Couldn't Roll 61. One In a Million 62. Four Men and a Baby 63. Evie's Double Trouble 64. The Garden of Evie 65. Evie's Magic Touch 66. Cowboy Kyle, Man of Granite 67. Evie's Secret Admirer 68. Evie's Yuppie Love 69. Diamonds Are Evie's Best Friend 70. A Kinder, Gentler Mayor 71. My Mother the Con 72. Goodbye, Mr. Chris | Quarta Temporada 73. New Kid on the Block 74. My Little Evie 75. Forget Your Troubles 76. A Mind Is a Terrible Thing to Read 77. Evie's Guardian Angel 78. Best Friends 79. I Want My Evie TV 80. Come Fly With Evie 81. Roomies 82. Evie's High Anxiety 83. Evie's False Alarm 84. Marlowe Vice 85. Evie's Latin Touch 86. My Mom, and Why I Love Her 87. Heck's Angels 88. Would You Buy a Used Car From This Dude 89. Evie Nightingale 90. All About Evie 91. Mayor Evie 92. Stump Your Neighbor 93. Evie's Three Promises 94. Too Late for Evie 95. Educating Kyle 96. Evie's Eighteen |